# LabVIEW
LabVIEW (akronim nazwy ang. Laboratory Virtual Instrument Engineering Workbench) – graficzne środowisko programistyczne stworzone przez National Instruments. Używany w nim graficzny język programowania nosi nazwę „G”.
LabVIEW często jest wykorzystywane w ośrodkach badawczych (m.in. CERN i NASA), przy testach w przemyśle oraz wszędzie tam, gdzie wykonuje się pomiary i analizę pobieranych danych.

## Historia
Pierwsza wersja LabVIEW powstała w 1986 roku i była przeznaczona do komputerów Macintosh. Dopiero w 1992 pojawiły się wersja dla systemów Sun oraz Windows. Rok później LabVIEW było już rozwijane równolegle dla wielu platform.
Obecnie istnieją wersje LabVIEW na systemy operacyjne Windows, Unix, Linux, oraz Mac OS, a od wersji LabVIEW 2009 także wersje z architekturą 32 i 64-bitową.

## Charakterystyka
Środowisko to od początku prezentowało odmienne podejście do sposobu tworzenia programu. Tworzenie programu polega w nim na łączeniu różnych graficznych ikon, z których każda odpowiada za wykonywanie różnych funkcji.
Wykonywanie programu nie jest w tym przypadku realizowane poprzez wykonywanie poszczególnych linii kodu, ponieważ takowe nie występują. Program składa się z połączonych ze sobą ikon, a wykonywanie programu determinuje przepływ danych pomiędzy tymi ikonami. Każda funkcja (w postaci odpowiedniej ikony) posiada odpowiednie połączenia na wejściu odpowiadające za wprowadzanie danych wejściowych do funkcji oraz połączenia na wyjściu, którymi są wyprowadzane dane wyjściowe z funkcji. Właśnie taki przepływ informacji powoduje, iż operacje i funkcje są wykonywane w odpowiedniej kolejności.
Autorzy środowiska przeznaczyli je od samego początku dla inżynierów i naukowców, którzy właśnie w ten sposób rozwiązują problemy. Dlatego też uznali, że właśnie takie podejście do programowania będzie najbardziej naturalne dla osób, które będą używały LabVIEW.
Środowisko to posiada wiele funkcji wbudowanych i przeznaczonych do komunikacji z wieloma urządzeniami za pomocą wielu różnych interfejsów (GPIB, RS-232, IrDA, Bluetooth, Ethernet itd.). LabVIEW udostępnia również ponad 400 różnych funkcji matematycznych, funkcje do przedstawiania danych. itd.